# 6543-as mellékút (Magyarország)
A 6543-as számú mellékút egy nagyjából hét kilométer hosszú, négy számjegyű mellékút Baranya vármegye északi részén; Komlót köti össze a 66-os főúttal és Mánfa községgel.

## Nyomvonala
A 6542-es útból ágazik ki, annak 5+550-es kilométerszelvénye közelében, Komló belvárosában. Pécsi út néven indul, dél-délnyugat felé, és alig 100 méter után keresztezi a MÁV 47-es számú Dombóvár–Komló-vasútvonalát. Már a város területén számos irányváltása van; első kilométere táján Kökönyös városrész mellett halad el, 2,1 kilométer után pedig kilép a városi házak közül.
3,7 kilométer megtétele után éri el Mánfa közigazgatási határszélét, innen egy darabig a határvonalat követi. 4,7 lép át teljesen mánfai területre, és 5,5 kilométer előtt éri el Budafa településrész lakott területét, ahol az Árpád út nevet veszi fel. 6,3 kilométer után már Mánfa központjának déli szélén halad. A község központjában ér véget, beletorkollva a Pécs-Kaposvár közti 66-os főútba, annak 9+500-as kilométerszelvénye táján.
Teljes hossza, az országos közutak térképes nyilvántartását szolgáló kira.gov.hu adatbázisa szerint 6,914 kilométer.